# Ниммемаа
Ни́ммемаа (ест. Nõmmemaa küla) — село в Естонії, у волості Ляене-Ніґула повіту Ляенемаа.

## Населення
Чисельність населення на 31 грудня 2011 року становила 22 особи.

## Географія
Через село проходить автошлях 16150 (Вайзі — Куййие).

## Історія
До 21 жовтня 2017 року село входило до складу волості Нива.